# 우금산성
우금산성(禹金山城)은 대한민국 전북특별자치도 부안군 상서면 감교리 개암사의 뒷산에 있는 돌로 쌓은 산성이다. 1974년 9월 24일 전북특별자치도의 기념물 제20호로 지정되었다.

## 개요
우금산성은 전라북도 부안군 상서면 감교리 개암사의 뒷산에 있는 돌로 쌓은 산성이다.
우금바위와 개암사 저수지까지의 능선 밑으로 산성을 쌓았는데, 남쪽으로 통한 계곡 입구에 남문을 설치하고, 양쪽 능선을 따라 동서로 연장되어 있다. 다듬은 돌과 자연석을 적절히 섞어가며, 우금바위에서 그 길이가 남쪽으로 563m, 서쪽으로 675m, 동쪽과 북쪽을 합하여 총 3960m 길이의 성벽을 쌓았다.
백제 의자왕 20년(660) 백제가 나당연합군에 항복하자 복신 장군 등은 일본에 있던 왕자 풍(豊)을 맞아 왕으로 추대하고, 백성들을 모아 의병을 일으켰다. 이 곳은 복신 장군이 나당연합군의 김유신, 소정방에 맞서 치열하게 싸우다가 패배한 곳으로, 백제 부흥을 줄기차게 벌였던 백제 최후의 항거 거점이었다. 개암사 대웅전을 감고 도는 듯한 우금산성은 백제 문화를 찾는 역사기행 코스로 크게 각광받고 있다.

## 현지 안내문
이 산성은 백제 의자왕 20년(660년) 무렵에 백제 부흥을 위하여 복신 장군이 유민을 규합하고 군비를 정돈하여 항전하다가 나당 연합군의 주장인 김유신과 소정방에게 패한 곳으로 전해오는 유서 깊은 곳이다.
우금바위에서 개암사 저수지까지의 능선 밑으로 다듬은 돌과 자연석으로 쌓은 둘레가 3km가 넘는 석성이다.

## 같이 보기
- 개암사
- 복신
- 김유신
- 소정방

## 참고 자료
- 우금산성 - 국가유산청 국가유산포털